# Narciso Mendes Dias
Narciso Mendes Dias (né en 1935 à Vila de Rei ) est un militaire et homme politique portugais, membre de la Junta de Salvação Nacional et issu de la Force aérienne portugaise. Il a notamment étudié l'aéronautique à l'académie militaire.